# Sacha Boey
Sacha Boey (* 13. September 2000 in Montreuil) ist ein französisch-kamerunischer Fußballspieler. Er steht seit Januar 2024 beim FC Bayern München unter Vertrag und ist ehemaliger französischer Nachwuchsnationalspieler.

## Karriere

### Vereine

#### Jugend und Wechsel zu Stade Rennes
Der Rechtsverteidiger spielte anfänglich in Romainville im nordöstlichen Randbereich von Paris, bevor er zu Red Star Paris im nahegelegenen Saint-Ouen-sur-Seine wechselte. 2014 wechselte Boey in die Fußballschule von Stade Rennes in die Bretagne und debütierte am 5. Mai 2019 (35. Spieltag) im Alter von 18 Jahren beim 2:2 im Auswärtsspiel gegen den FC Toulouse in der Ligue 1 mit Einwechslung für Hamari Traoré in der 77. Minute. In der Folgesaison spielte er bis zum Saisonabbruch, der der Corona-Krise geschuldet war, in fünf Partien. Zudem absolvierte er jeweils eine Partie im Superpokal sowie in der Coupe de la Ligue und zwei Spiele in der UEFA Europa League.

#### Leihe zum FCO Dijon
In der Saison 2020/21 spielte er auf Leihbasis für den Ligakonkurrenten FCO Dijon, der am Saisonende jedoch in die Ligue 2 absteigen musste.

#### Galatasaray Istanbul
Zur Saison 2021/22 wechselte er zum türkischen Erstligisten Galatasaray Istanbul und unterschrieb einen Vierjahresvertrag. In seiner ersten Saison für Galatasaray kam er in 13 Punktspielen zum Einsatz. In der Saison 2022/23 avancierte er zum Stammspieler, bestritt 31 Punktspiele, in denen er ein Tor erzielte, und trug somit zur Meisterschaft bei. In der darauffolgenden Saison 2023/24 spielte er erstmals in der UEFA Champions League.

#### FC Bayern München
Am 28. Januar 2024 wechselte Boey zum FC Bayern München. Er unterschrieb einen bis zum 30. Juni 2028 datierten Vertrag und erhielt das Trikot mit der Rückennummer 23.

### Nationalmannschaft
Boey bestritt in drei aufeinanderfolgenden Kalenderjahren jeweils ein Länderspiel für die Nachwuchsnationalmannschaften des FFF der Altersklassen U17, U18 und U20. Sein Debüt als Nationalspieler gab er am 3. Februar 2017 in Ploufragan beim 4:0-Sieg im Freundschaftsspiel gegen die U17-Nationalmannschaft Belgiens.

## Titel
FC Bayern München
- Deutscher Meister: 2025
- Deutscher Supercupsieger: 2025 (FC Bayern München)

Galatasaray Istanbul
- Türkischer Meister: 2023